# Liste de bâtiments du boulevard Gouin
Le boulevard Gouin est une des plus grandes artères de Montréal. Différents types d'habitats et de bâtiments, dont beaucoup de valeur historique, ont été construits tout au long de la voie de circulation. Ce tableau recense des constructions qui jalonnent le boulevard Gouin.
| Nom | Adresse | Date de construction      | Image |
| --- | --- | ------------------------- | ----- |
| | 1771, boulevard Gouin Est | 1838                      |       |
| | 1933-1935, boulevard Gouin Est | 1900                      |       |
| Le petit fort | 19 530, boulevard Gouin Ouest | 1750                      |       |
| | 2019, boulevard Gouin Est | 1910                      |       |
| Maison Andegrave | 5460, boulevard Gouin Est | 1742                      |       |
| Maison Bleau | 13 200, boulevard Gouin Est | 1890                      |       |
| Prison de Bordeaux | 800, boulevard Gouin Ouest | 1912                      |       |
| Centre d'hébergement Notre-Dame-de-la-Merci (autrefois Hôpital Notre-Dame-de-la-Merci, en face de la prison de Bordeaux) | 555, boulevard Gouin Ouest | 1936                      |       |
| Maison Brignon dit Lapierre                                                                                              | 4251, boulevard Gouin Est | 1770                      |       |
| Centre culturel de Pierrefonds                                                                                           | 13 850, boulevard Gouin Ouest | 1932                      |       |
| Maison Christin dit Saint-Amour                                                                                          | 12 930, boulevard Gouin Est | 1732                      |       |
| Maison D'Ailleboust-De Manthet                                                                                           | 15 886, boulevard Gouin Ouest | 1845                      |       |
| Maison Damase-Richer | 16 615, boulevard Gouin Ouest | 1830                      |       |
| Caserne de pompier numéro 35                                                                                             | 10827, rue Lajeunesse, Montréal, Québec, Canada H3L 2E7, (la porte d'accès pour les personnes donnant sur le coin de la rue Lajeunesse et du boulevard Gouin alors que les portes pour les véhicules sont sur la rue Lajeunesse) | 1929                      |       |
| Maison François-Xavier-Brunet                                                                                            | 20 610, boulevard Gouin Ouest | 1863                      |       |
| Maison Francois-Xavier Ribout dit Locas                                                                                  | 15 537, boulevard Gouin Ouest | 1884                      |       |
| Cégep Gérald-Godin | 15 615, boulevard Gouin Ouest | 1932                      |       |
| Hôpital du Sacré-Cœur de Montréal                                                                                        | 5400, boulevard Gouin Ouest | 1924-1925                 |       |
| Maison Joseph-Dagenais                                                                                                   | 337, boulevard Gouin Est | 1825                      |       |
| Maison du Docteur-Pelletier                                                                                              | 1995, boulevard Gouin Est | 1866                      |       |
| Maison François-Dagenais-Père (ou Maison Boudreau dit Graveline)                                                         | 1947, boulevard Gouin Est | 1750                      |       |
| Maison Georges-Lebel | 1, boulevard Gouin Est | 1913                      |       |
| Maison Joseph-David (ou Maison Albert-Dumouchel)                                                                         | 1737, boulevard Gouin Est | 1839                      |       |
| Maison Pesant | 1915, boulevard Gouin Est | 1905                      |       |
| Maison Pascal-Persillier dit Lachapelle                                                                                  | 2084, boulevard Gouin Est | 1840                      |       |
| Église de Saint-Joseph                                                                                                   | 10 050, boulevard Gouin Est | 1879                      |       |
| Église Sainte-Suzanne | 9501, boulevard Gouin Ouest | 1964                      |       |
| Église Sainte-Geneviève                                                                                                  | 16 037, boulevard Gouin Ouest | 1844                      |       |
| Couvent des Sœurs de Sainte-Anne                                                                                         | 16 115, boulevard Gouin Ouest | 1906                      |       |
| Villa Saint-Martin | 9451, boulevard Gouin Ouest | 1900                      |       |
| Église de la Visitation de la Bienheureuse-Vierge-Marie                                                                  | 1847, boulevard Gouin Est | 1752                      |       |
| | 1496, boulevard Gouin Est | 1900                      |       |
| | 1957, boulevard Gouin Est | 1860                      |       |
| | 305, boulevard Gouin Ouest | 1918                      |       |
| | 52-54, boulevard Gouin Est | 1930                      |       |
| | 2354, boulevard Gouin Est | 1900                      |       |
| Château Pierrefonds (ou Maison Joseph-Adolphe Chauret)                                                                   | 15 928, boulevard Gouin Ouest | 1902                      |       |
| Maison Antoine-Brousseau                                                                                                 | 2273, boulevard Gouin Est | 1835                      |       |
| Église orthodoxe d'Antioche de la Vierge Marie                                                                           | 120, boulevard Gouin Est | 1950                      |       |
| Maison Alphonse-Pigeon                                                                                                   | 4898, boulevard Gouin Est | 1900                      |       |
| Maison Eustache-Lin Prévost                                                                                              | 1920, boulevard Gouin Est | 1825                      |       |
| | 1925, boulevard Gouin Est | 1954                      |       |
| | 1948, boulevard Gouin Est | 1923                      |       |
| | 2126-2128, boulevard Gouin Est | 1910, reconstruit en 2016 |       |
| Maison Jean-Baptiste-Laporte                                                                                             | 2134, boulevard Gouin Est | 1850                      |       |
| Maison Antonio-Prévost                                                                                                   | 215, boulevard Gouin Ouest | 1910                      |       |
| | 2202, boulevard Gouin Est | 1910                      |       |
| | 2175-2177, boulevard Gouin Est | 1900                      |       |
| | 2110-2112, boulevard Gouin Est | 1922                      |       |
| | 2210, boulevard Gouin Est | 1890                      |       |
| | 2353, boulevard Gouin Est | 1890                      |       |
| | 2511, boulevard Gouin Est | 1912                      |       |
| | 2580, boulevard Gouin Est | 1910                      |       |
| | 2585, boulevard Gouin Est | 1910                      |       |
| | 2647, boulevard Gouin Est | 1910                      |       |
| | 2850, boulevard Gouin Est | 1910                      |       |
| Maison Dagenais | 2900, boulevard Gouin Est | 1910                      |       |
| | 745, boulevard Gouin Est | 1919                      |       |
| | 843, boulevard Gouin Est | 1780                      |       |
| Centre missionnaire Sainte-Thérèse                                                                                       | 817, boulevard Goui Est | 1967                      |       |
| | 2606-2610, boulevard Gouin Est | 1910                      |       |
| | 4205, boulevard Gouin Ouest | 1885                      |       |
| Maison Pigeon | 4375, boulevard Gouin Est | 1790                      |       |
| École Saint-Charles | 5080, boulevard Gouin Est | 1883                      |       |
| Maison Creayer | 6405, boulevard Gouin Est | 1760                      |       |
| Maison Lachapelle | 5740, boulevard Gouin Est | 1900                      |       |
| Maison Pascal-Persillier dit Lachapelle (même nom qu'au 2084, boulevard Gouin Est)                                       | 790, boulevard Gouin Ouest | 1830                      |       |
| Maison Cadieux | 3265, boulevard Gouin Est | 1893                      |       |
| Complexe Marie-Clarac | 3530, boulevard Gouin Est | 1964                      |       |
| Maison Racicot | 3745, boulevard Gouin Est | 1800                      |       |
| | 3785, boulevard Gouin Est | 1873                      |       |
| Maison Blondin | 3950, boulevard Gouin Est | 1912                      |       |
| Maison Bilodeau | 4005, boulevard Gouin Est | 1790                      |       |
| Maison Jean-Baptiste-Guilbault                                                                                           | 4065, boulevard Gouin Est | 1816                      |       |
| Maison Edmond-Valade | 4085, boulevard Gouin Est | 1910                      |       |
| | 4315, boulevard Gouin Est | 1912                      |       |
| | 4525, boulevard Gouin Est | 1860                      |       |
| Maison Cazal | 4765, boulevard Gouin Est | 1754                      |       |
| Maison Robert | 5140, boulevard Gouin Est | 1850                      |       |
| Maison Foucault | 5540, boulevard Gouin Est | 1845                      |       |
| Maison Charlebois | 5560, boulevard Gouin Est.jpg | 1930                      |       |
| | 5550, boulevard Gouin Est | 1890                      |       |
| Maison Dagenais | 5730, boulevard Gouin Est | 1880                      |       |
| Maison Georges-Goutlée                                                                                                   | 1608, boulevard Gouin Ouest | 1912                      |       |
| | 1413, boulevard Gouin Ouest | 1920                      |       |
| | 1484, boulevard Gouin Ouest | 1910                      |       |
| | 1558-1564, boulevard Gouin Ouest | 1880                      |       |
| | 1620, boulevard Gouin Ouest | 1926                      |       |
| Hôpital Notre-Dame-de-la-Merci                                                                                           | 555, boulevard Gouin Ouest | 1932                      |       |
| Station de pompage Lavigne                                                                                               | 4799, boulevard Gouin Ouest | 1934                      |       |